# طارق صالح
طارق صالح، (بالسويدية: Tarik Saleh) (28 يناير 1972) هو منتج تلفزيوني سويدي، ورسام رسوم متحركة، وناشر، وصحفي ومخرج من أصل مصري. في أوائل التسعينات كان واحدًا من أبرز فناني الكتابة على الجدران في السويد. عمل كمقدم برامج في التلفزيون. وهو أحد مؤسسي شركة إنتاج ألجو.

## أفلامه
- الحزن نعمة (2011)
- أنا أُتابع الأنهار (2011)
- الذين خانوا تشي جيفارا (2001)
- غوانتانامو: القواعد الجديدة للحرب (2005)
- ماتروبيا (2009)
- تومي (2014)
- لا سلام للأشرار (2014)
- حادث النيل هيلتون (2017)
- صبي من الجنة (2022)

## روابط خارجية
- طارق صالح على موقع IMDb (الإنجليزية)
- طارق صالح على موقع ألو سيني (الفرنسية)
- طارق صالح على موقع أول موفي (الإنجليزية)
- طارق صالح على موقع قاعدة بيانات الأفلام السويدية (السويدية)
- طارق صالح على موقع قاعدة بيانات الفيلم (الإنجليزية)
- طارق صالح على موقع كينوبويسك (الروسية)